# Minister
Pour plus de détails, voir Fiche technique et Distribution.
Minister est un film érythréen réalisé par Temesghen Zehaie Abraha en 2002. C'est un film d'aventure épique. Minister  est l'un des tout premiers films produits en Érythrée à avoir été diffusés internationalement.

## Synopsis
Un jeune soldat érythréen déserte de l'armée britannique afin de protéger son village contre un bandit en maraude.

## Fiche technique
- Titre : Minister
- Réalisation : Temesghen Zehaie Abraha
- Scénario : Efrem Kahsay
- Studio de production : Eritrean Video Services (EVS)
- Distribution : Delina Solutions
- Pays :  Érythrée
- Langue : tigrigna
- Format : DV (Digital Video)
- Durée : long métrage[1]
- Cadrage : 1,33:1
- Son : mono et stéréo
- Date de sortie : 2002

## Diffusion
Le film est projeté aux États-Unis dans le cadre du Festival panafricain du film de Los Angeles, le 16 février 2002.